# جاستون سيلفا
جاستون سيلفا (بالإسبانية: Gastón Silva) (مواليد 5 مارس 1994) هو لاعب كرة قدم من الأوروغواي يلعب في مركز الدفاع ويلعب مع نادي تورينو الإيطالي.

## الأندية

### ديفينسور سبورتينج
بدأ مسيرته في ديفنسور سبورتينج، ظهر لأول مرة في 8 تشرين الثاني 2011، في سن ال 16، وكانت المباراة خارج ملعبهم واستطاعوا الفوز بنتيجة 2/0 ضد مونتيفيديو واندررز، تم استبداله براهيان آليمان. في 18 أبريل 2012 وشارك لأول مرة رسميا في كأس الليبرتادوريس وفازو 1-3 خارج أرضهم ضد فيليز سارسفيلد الأرجنتيني. ولعب 29 مباراة.

### تورينو
في 21 يوليو 2014 انتقل سيلفا إلى فريق تورينو الإيطالي ل€ 2300000، ووقع عقدا يمتد لمدة أربع سنوات مع خيار التمديد لسنة أخرى. وفي 18 سبتمبر لعب لأول مرة لتورينو في دوري أبطال أوروبا ضد كلوب بروج. وسجل أول هدف له مع تورينو في دوري الابطال ضد كوبنهاغن، والتي انتهت بالفوز 1-5.

## مسيرته الدولية
خلال عام 2011، لعب سيلفا مع منتخب الأوروغواي تحت 17 عاما FIFA كأس العالم في المكسيك عام 2011. في السابق، كان يلعب مع أمريكا الجنوبية تحت 17 عاما في بطولة كرة القدم لعام 2011 في الإكوادور. في عام 2012، لعب سيلفا مع منتخب الاوروجواي تحت 20 عامافي بطولة كأس العالم تحت 20 سنة FIFA]] 2013]] في تركيا. وفي عام 2011، وكان اسمه مدوناً للمشاركة في الفريق الوطني لكرة القدم أوروغواي منتخب تحت 22 لألعاب العموم في أمريكا عام 2011.
في 1 تشرين الثاني عام 2014، كان سيلفا قد استدعي للمنتخب الوطني الأوروغواي أوسكار تاباريز قبل مباراتين وديتين يومي 13 و 18 نوفمبر ضد كوستاريكا وتشيلي.

## مشاركاته
لعب سيلفا 5 مباريات مع تورينو في الدوري الإيطالي الدرجة الأولى ولم يسجل أي هدف.
وفي دوري ابطال أوروبا شارك باربع مباريات وسجل هدف وحيد ضد نادي كوبنهاغن.

## روابط خارجية
- جاستون سيلفا على موقع الاتحاد الدولي (مؤرشف)  (الإنجليزية)
- جاستون سيلفا على موقع الاتحاد الأوربي (الإنجليزية)
- جاستون سيلفا على موقع قاعدة بيانات كرة القدم.إي يو (الإنجليزية)
- جاستون سيلفا على موقع ناشيونال فوتبول تيمز (الإنجليزية)
- جاستون سيلفا على موقع Soccerbase.com (لاعب) (الإنجليزية)
- جاستون سيلفا على موقع Soccerway.com (الإنجليزية)
- جاستون سيلفا على موقع AS.com (الإسبانية)